# Cobachi
Cobachi es una ranchería del municipio de La Colorada ubicada en el centro del estado mexicano de Sonora, en la zona del desierto de Sonora. La ranchería es la tercera localidad más habitada del municipio, ya que según los datos del Censo de Población y Vivienda realizado en 2020 por el Instituto Nacional de Estadística y Geografía (INEGI), Cobachi tiene un total de 226 habitantes. Fue fundada el 22 de diciembre de 1933 como un ejido dotado de aproximadamente 2,000 mil hectáreas en su mayoría destinadas al riego para la agricultura.

## Geografía
Cobachi se sitúa en las coordenadas geográficas 28°53'48" de latitud norte y 110°14'53" de longitud oeste del meridiano de Greenwich, a una elevación de 473 metros sobre el nivel del mar.